# Дезидерий Вьеннский
Дезидерий Вьенский (лат. Desiderius, фр. Didier de Vienne) — архиепископ Вьена. Известен своей перепиской с папой Григорием Великим. Подвергся изгнанию и Шалонским собором был лишён епископского сана, а затем насильственно убит, возможно, по приказу королевы Брунгильды.
Почитается как святой Дезидерий (Saint Didier) в католической и восточных церквях.

## Биография
Дата избрания Дезидерия, выходца из аристократического рода, на вьеннскую кафедру точно неизвестна. Это произошло между 586 и 596 годами. Довольно вероятно, что избранием он был обязан Брунгильде, судя по неловкому молчанию его биографов на этот счёт. Человек очень просвещённый, новый епископ организовал обучение грамматике на основе мирских произведений. Григорий Великий в послании Дезидерию Вьеннскому сурово упрекает его за увлечение языческими поэтами. Но им двигала любовь не только к беллетристике, коль скоро благородная матрона по имени Юста обвинила его в том, что он позволял себе вольности в её отношении. Все источники утверждают, что это полная клевета и что истоки этого доноса надо искать в заговоре, который возглавляли епископ Аридий Лионский и крупный светский чиновник, в котором, судя по всему, следует видеть Протадия.
Однако Дезидерий вёл себя так, что подозрения стали возможны. В условиях компании по повышению нравственности франкской церкви Брунгильда была обязана созвать собор, чтобы судить епископа. Не допускать, чтобы «преступление немногих погубило многих», — так велел Григорий Великий. А ведь Вьенн был одной из самых престижных митрополий Галлии, и обвинения, тяготевшие над его епископом, пятнали весь франкский епископат. К тому же процесс против Дезидерия был не единоличным: в тот же период дворец тайно начал расследование поведения епископа Лупа Сансского, заподозренного в том, что он выказывал «неумеренную любовь» по отношению к одной монахине из своего города. Похоже, что и Рим имел о Дезидерии Вьеннском не лучшее мнение. Поэтому по просьбе королевы епископы, собравшиеся на Шалонский собор, рассмотрели дело и сделали заключение о виновности своего коллеги. В 602 или 603 году Дезидерий был смещён, отправлен в монастырь и сменён на своей должности неким Домнолом.
Последующие события менее ясны. Известно только, что вскоре после 605 года Брунгильда и Теодорих II вызвали Дезидерия во дворец и вернули ему епископский сан, вероятно в результате нового собора. К тому времени Протадий умер. Возможно, Брунгильда вспомнила о жертвах свергнутого палатина и решила вернуть толику популярности у своих магнатов. Но наши источники утверждают, что реабилитации Дезидерия способствовала скорее молва о совершённых им чудесах. Оба эти объяснения не обязательно исключают друг друга. Действительно, во время изгнания предполагаемого обольстителя дама Юста умерла от тяжёлой болезни. Брунгильда могла с чистой совестью счесть, что это кара Господня постигла женщину, виновную в лжесвидетельстве. Что и позволило оправдать освобождение Дезидерия и возвращение ему сана как раз в тот момент, когда, вероятно, это было выгодным в политическом плане.

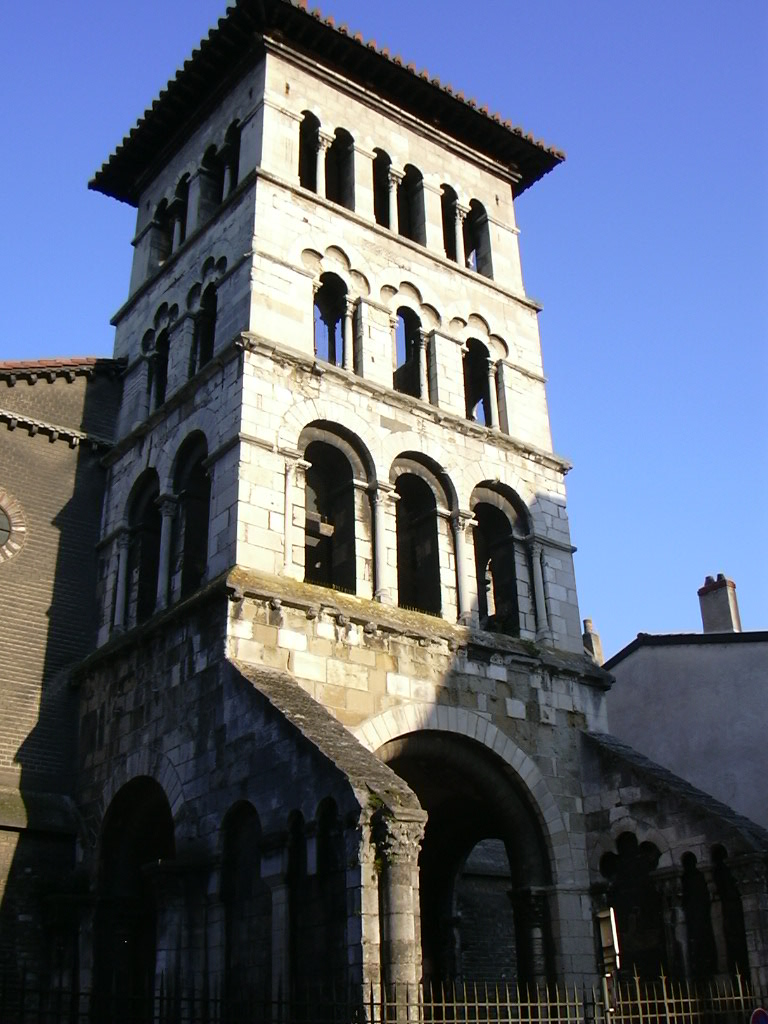
Церковь святого Петра во Вьене, где покоятся мощи святого Дезидерия

Дезидерий уже с большой помпой был возвращён в свой город, когда в 607 году (или, по другой версии, в 611 году) он вновь поссорился с дворцом. Вьеннский клирик — автор первого «Жития» утверждает, что Дезидерий упрекнул короля в посещении наложниц, но это может быть литературным вымыслом. Скорей, похоже, дело было в том, что во Вьенне началось народное восстание. Брунгильда послала трёх графов, чтобы восстановить порядок и арестовать прелата, которого сочли виновным в волнениях. Дезидерий был схвачен в своём соборе, и его выслали далеко из Вьенна под сильной охраной. Когда он пересекал Дижонский диоценз, один солдат при неясных обстоятельствах бросил ему в голову камень. Епископ скончался на месте, и его похоронили в деревне Присциниак (ныне Сен-Дидье-де-Шалоронн) на берегах Соны.
Вьенский клирик изображает эту смерть как несчастный случай, тогда как другие авторы измыслили побивание камнями по всей форме, организованное Брунгильдой. Даже если вообразить, что этот несчастный случай был организован специально, трудно представить, чтобы Брунгильда, сохранившая жизнь могущественному и более опасному Эгидию Реймскому, пожелала бы устранить Дезидерия, который в худшем случае был неудобным для неё человеком. Нелепая смерть епископа Вьеннского надолго запятнала репутацию королевы.
Год гибели Дезидерия точно неизвестен. По свидетельству Сисебута и автора «Хроники Фредегара», святой был убит в 606 или 607 году. Однако в остальных редакциях «Жития Дезидерия» подразумевается, что он тогда был восстановлен на кафедре, а погиб не ранее 611или 612 года. Через несколько лет (11 февраля 620 года) с разрешения Хлотаря II мощи Дезидерия были перенесены во Вьену и упокоены в церкви святого Петра. В 871 году святой Адон, архиепископ Вьенский, передал часть мощей Дезидерия вместе с копией написанного им «Жития Дезидерия» аббатству Санкт-Галлен. Память Дезидерии значится в добавлениях к Месяцеслову блаженного Иеронима, в том числе в две самых ранних рукописях конца VIII века — Эхтернахской (под 23 мая) и Бернской (под 25 мая).